# Эрдвульф (король Кента)
Эрдвульф (англ. Eardwulf; умер в 767) — король Кента (748—767) из Кентской династии.

## Биография
Эрдвульф был сыном короля Эдберта I и правил во владениях своего отца после его смерти. От Эрдвульфа остались две грамоты о дарении земли. В одной из них он назван сыном Эдберта I. Другая грамота удостоверена Этельбертом II, из чего следует, что два этих короля правили одновременно.
В 767 году Эрдвульф был свергнут Хэбертом, ставленником Уэссекса. Его сын Освульф бежал в Нортумбрию, где и умер в 811 году.